# Gortchou (Latchine)
Gortchou (en azéri : Qorçu) est un village d'Azerbaïdjan, situé dans le raion de Latchine.

## Géographie
Le village est établi à 1 884 m d'altitude, au sein d'une vaste zone forestière, à 35 km au nord-ouest de Latchine.

## Histoire
De 1923 à 1930, Gortchou fait partie du Kurdistan rouge, au sein de la république socialiste soviétique d'Azerbaïdjan, avant d'être intégré au raion de Latchine lors de sa création le 8 août 1930. 
En 1992, le village passe sous le contrôle des forces armées arméniennes lors de la guerre du Haut-Karabagh. Il est ensuite intégré dans la république autoproclamée d'Artsakh, au sein de la région de Kashatagh et prend le nom de Haytagh (Հայթաղ).
Le 1er décembre 2020, le village repasse sous la souveraineté de l'Azerbaïdjan, comme l'ensemble du raion de Latchine, conformément à l'accord de cessez-le-feu du Haut-Karabakh,.

## Démographie
En 1992, la population s'élevait à 654 habitants.

## Économie
La principale occupation de la population du village était l'élevage.
L'aéroport international de Latchine, en construction depuis 2021, est situé près du village.